# Benjamin Poucel
Pour les articles homonymes, voir Poucel.
Benjamin Poucel (Marseille, 22 octobre 1807 - Marseille, 25 novembre 1872) est un explorateur français.

## Biographie
Dès le début des années 1830, il séjourne en Uruguay et revient en France en 1836. De retour en Uruguay, il fonde une société d'exploitation des moutons mérinos et une exploitation pastorale mais la guerre civile et l'intervention militaire franco-anglaise (1845-1851) lui font faire faillite. Il est alors interné comme otage à Durazno comme les autres Français vivant en Uruguay. 
Libéré, il cherche fortune dans la province de Catamarca en Argentine (1854-1857) et prospecte la sierra d'Ambato où il corrige les cartes de Victor Martin de Moussy. Il étudie aussi la possibilité de tracé de nouvelles routes entre Catamarca et le Parana pour le développement de la culture du coton. 
De retour en France en 1858, il cherche à y introduire l'élevage du lama. Il en a en effet fait expédier un couple au Havre et l'a offert au Jardin d'acclimatation. 
Il travaille ainsi jusqu'à sa mort aux relations économiques avec les pays de la Plata et à l'émigration des européens en Amérique du Sud.

## Travaux
- Description de la province de Catamarca, Bulletin de la Société de géographie, 1864, p. 161
- Les itinéraires dans les provinces du Rio de la Plata, 1854-1857, 1864
- Les otages de Durazno, souvenirs du Rio de la Plata pendant l'intervention anglo-française de 1845-1851, 1864
- Le Paraguay moderne, 1867